# Herlegemstraat
De Herlegemstraat is een straat en kasseistrook in de Belgische provincie Oost-Vlaanderen nabij Kruishoutem. De kasseistrook is 880 meter lang en bestaat uit twee delen, eerst een deel van 710 meter en daarna een deel van 170 meter. Aan de strook liggen het Kasteel van Herlegem en de Herlegemmolen. 
De strook wordt opgenomen in diverse wielerkoersen, zoals Dwars door Vlaanderen en Nokere Koerse. 